# Steve Goodman
Pour les articles homonymes, voir Goodman.
Pour le DJ britannique, voir Kode9.
Steve Goodman, né le 25 juillet 1948 à Chicago et mort le 20 septembre 1984 à Seattle, est un chanteur américain de musique folk. Il est notamment l'auteur de la chanson Go, Cubs, Go et de City of New Orleans, version originale de la chanson Salut les amoureux chantée par Joe Dassin et reprise aussi en version franco-américaine par Roch Voisine.

## Biographie
Né à Chicago dans une famille de classe moyenne, Steve Goodman commence à écrire et à interpréter des chansons dès l'adolescence, après que sa famille a déménagé dans la banlieue nord de Chicago. Il est diplômé de la Maine East High School à Park Ridge en 1965, où il a eu pour camarade de classe Hillary Clinton. À l'automne 1965, il entre à l'Université de l'Illinois. C'est à cette période qu'il forme avec Ron Banians et Steve Hartmann un groupe de reprises de rock populaire « The Juicy Fruits ». Il quitte l'université après la première année afin de poursuivre sa carrière musicale. Il tente de reprendre ses études en 1968 mais abandonne à nouveau pour poursuivre son rêve musical à temps plein après avoir découvert la cause de sa fatigue continue qui était en fait une leucémie.
La maladie l'accompagne pendant toute la durée de sa carrière jusqu'à sa mort en 1984. En 1968, Goodman commence à jouer à l'« Earl of Old Town » de Chicago et à partir de 1969 il s'y produit de manière régulière alors qu'il entre au « Lake Forest College ». Pendant cette période il vit en chantant des jingles publicitaires.
En septembre 1969, il rencontre Nancy Pruter — sœur de l'écrivain Robert Pruter — qui étudie dans cette même université. Ils se marient en février 1970. Bien qu'il connaisse des périodes de rémission, Steve Goodman sait que ses jours sont comptés et certains critiques, ses auditeurs et ses amis, ont dit que sa musique reflétait ce sentiment.

« Fondamentalement, Steve était exactement qui il semble être : un homme ambitieux, bien mis de sa personne, issu d'une famille de classe moyenne, amoureux de la banlieue de Chicago et dont la vie et le talent ont été dirigés par la douleur physique et les contraintes temporelles d'une maladie mortelle qu'il a réussi à garder à distance, parfois, par sa seule volonté... Steve voulut vivre une vie aussi normale que possible, seulement il a dû vivre aussi vite qu'il le pouvait... C'était quelqu'un hors du sens commun. »

— Nancy Pruter